# Luitfred d'Aoste
Liutfred ou Luitfrid d'Aoste (italianisé en Luitfredo) est un ecclésiastique d'origine inconnue qui était évêque d'Aoste en 969.
Luitfred est uniquement connu que pour sa participation au concile régional réuni à Milan en septembre et octobre 969 par l'archevêque Valpert (953-970) dont il est le suffragant, pour traiter de la fusion entre des deux évêchés piémontais d'Alba et d'Asti. Peu après, le diocèse d'Aoste est de nouveau intégré dans la province ecclésiastique de Tarentaise où il demeure jusqu'à la Révolution française.